# Talassinideus
Els talassinideus (Thalassinidea) són un antic infraordre de crustacis decàpodes del subordre dels pleociemats, avui en desús ja que es considera parafilètic. Els seus membres han estat repartits entre els infraordres Gebiidea i Axiidea.
Són uns crustacis menys coneguts perquè no tenen tant interès comercial. L'espècie més representativa del grup en el Mediterrani occidental és Calocaris macandreae, un àxid.
Són bentònics i nedadors poc hàbils. Algunes espècies viuen en caus o enterrades al fang i d'altres s'amaguen entre les algues i les pedres. Tenen una closca amb la forma bastant cilíndrica i les pleures dels segments abdominals força reduïdes; el tegument és bastant tou.
Es coneixen unes 516 espècies, amb més presència en la zona tropical tot i que algunes arriben a habitar latituds més septentrionals. El 95% de les espècies viuen en aigües poc profundes, i algunes arriben fins als 2.000 metres de profunditat.
Anàlisis moleculars més recents mostren que aquest grup són més propers als crancs (Brachyura) i als bernats ermitans (Anomura). El registre fòssil arriba fins al Juràssic.

## Sistemàtica
Aquest infraordre se subdividia en 3 superfamílies i 11 famílies:
- Thalassinoidea

- Thalassinidae
- Callianassoidea

- Callianassidae
- Callianideidae
- Ctenochelidae
- Laomediidae
- Thomassiniidae
- Upogebiidae
- Axioidea

- Axiidae
- Calocarididae
- Micheleidae
- Strahlaxiidae